# Villar del Infantado
Villar del Infantado (früher: Villar del Ladron) ist ein Ort und eine zentralspanische Gemeinde (municipio) mit nur noch 31 Einwohnern (Stand: 2024) im Norden der Provinz Cuenca in der Autonomen Region Kastilien-La Mancha. Villar del Infantado gehört zur Kulturlandschaft der Alcarria und der von einem anhaltenden Bevölkerungsschwund betroffenen Serranía Celtibérica.

## Lage und Klima
Villar del Infantado liegt auf der Westseite des Iberischen Gebirges in einer Höhe von ca. 795 m. Die Provinzhauptstadt Cuenca befindet sich knapp 50 km (Fahrtstrecke) südsüdöstlich. Der Río Guadiela begrenzt die Gemeinde im Norden. Das Klima im Winter ist gemäßigt, im Sommer dagegen warm bis heiß; die eher geringen Niederschlagsmengen (ca. 575 mm/Jahr) fallen – mit Ausnahme der nahezu regenlosen Sommermonate – verteilt übers ganze Jahr.

## Bevölkerungsentwicklung
| Jahr      | 1970 | 1981 | 1991 | 2001 | 2011 | 2021 |
| Einwohner | 113  | 78   | 61   | 44   | 40   | 45   |

Aufgrund der Mechanisierung der Landwirtschaft, der Aufgabe bäuerlicher Kleinbetriebe und des daraus resultierenden Verlusts von Arbeitsplätzen auf dem Lande ist die Einwohnerzahl der Gemeinde seit der Mitte des 20. Jahrhunderts stark rückläufig (Landflucht).

## Sehenswürdigkeiten
- Rochuskirche